# Partit Socialdemòcrata de l'Azerbaidjan
El Partit Socialdemòcrata de l'Azerbaidjan (en àzeri: Azərbaycan Sosial Demokrat Partiyası) és un partit polític socialdemòcrata azerbaidjanès liderat pel primer president de la República de l'Azerbaidjan i l'últim líder del Partit Comunista de l'Azerbaidjan durant l'era soviètica Aizaz Mutalibov.
A les eleccions parlamentàries azerbaidjaneses de 2001, el partit va obtenir menys d'1% dels vots i no va obtenir escons a l'Assemblea Nacional de la República de l'Azerbaidjan.